# Михальченко Лариса Анатоліївна
Лари́са Анато́ліївна Миха́льченко (* 1963) — українська метальниця диска, майстер спорту СРСР міжнародного класу (1988). Рекордсменка України.

## З життєпису
Народилася 1963 року у Львові.
Представляла Харківську область — спортивне товариство «Динамо».
Бронзова призерка Чемпіонату Європи серед юніорів-1981 (Утрехт).
На Зимовому чемпіонаті СРСР з метань-1985 здобула бронзову нагороду.
Учасниця 24-х Олімпійських ігор.
Чемпіонка СРСР (1989).
1989 року закінчила Харківський спортивний факультет Київського інституту фізичної культури.
Бронзова призерка Чемпіонату світу серед дорослих-1991 (Токіо).
На Чемпіонаті світу з легкої атлетики-1993 була десятою.
Найкращий результат — 70,80 м (Харків; 1988).